# الوا (فلوریدا)
الوا، فلوریدا (به انگلیسی: Alva, Florida) یک منطقهٔ مسکونی در ایالات متحده آمریکا است که در فلوریدا واقع شده‌است.

## خصوصیات
الوا ۴۸٫۷ کیلومترمربع  مساحت و ۲٬۱۸۲ نفر جمعیت دارد و ۵ متر بالاتر از سطح دریا قرار دارد.